# Born to Die (Lied)
Born to Die (englisch für ‚Geboren, um zu sterben‘) ist ein Lied der US-amerikanischen Popsängerin Lana Del Rey. Das Stück ist die dritte Singleauskopplung aus ihrem zweiten gleichnamigen Studioalbum Born to Die.

## Entstehung und Artwork
Geschrieben wurde das Lied von Lana Del Rey und Justin Parker. Die Produktion erfolgte durch Emile Haynie, unter der Mithilfe der Koproduzenten Ken Lewis und Justin Parker. Gemastert wurde die Single von Metropolis Mastering in London, unter der Leitung des Briten John Davis. Die Abmischung tätigte Dan Grech-Marguerat, zusammen mit seinem Assistenten Duncan Fuller. Für die Instrumentation engagierte man Jeff Bhasker als Gitarrist, Emile Haynie als Keyboarder und Schlagzeuger sowie Steve Tirpak an den Streichinstrumenten. Das Arrangement und dirigieren der Streichinstrumente erfolgte durch Larry Gold.
Auf dem Frontcover der Maxi-Single ist – neben Künstlernamen und Liedtitel – ein Screenshot aus dem dazugehörigen Musikvideo zu sehen. Es zeigt Del Rey und Bradley Soileau, die sich mit nackten Oberkörpern, vor dem Hintergrund der US-amerikanischen Flagge, umarmen.

## Veröffentlichung und Promotion
Die Erstveröffentlichung von Born to Die erfolgte als Download am 30. Dezember 2011 in Singapur. Die digitale Veröffentlichung in der Schweiz und in Großbritannien folgte am 23. Januar 2012. In Deutschland und Österreich wurde die Single am 23. März 2012, als digitale und physische Maxi-Single, veröffentlicht. Die Maxi-Single erschien als 2-Track-Single, mit einer Remixversion von Video Games als B-Seite. Im Vereinigten Königreich ist Born to Die auch als Vinylplatte mit einer Remixversion von Woodkid erhältlich. Zudem wurden regional zu Promotionszwecken viele verschiedene Remix-Singles und EPs veröffentlicht. Die Singleauskopplung erschien unter den Musiklabels Interscope Records, Polydor und Stranger.
Liveauftritte von Born to Die im Hörfunk oder Rundfunk sind in Deutschland, Österreich und der Schweiz bis heute ausgeblieben. Del Rey präsentierte das Lied nur auf ihren Konzerten.
Remixversionen
- Born to Die (AlunaGeorge Remix)
- Born to Die (Chad Valley Clubmix)
- Born to Die (Choose Your Last Words Remix)
- Born to Die (Gemini Remix)
- Born to Die (Guxxi Vump Remix)
- Born to Die (Parade Remix)
- Born to Die (PDP / 13 Remix)
- Born to Die (Two Armadillos Club Dub)
- Born to Die (Woodkid & The Shoes Remix)

## Inhalt
Der Liedtext zu Born to Die ist in englischer Sprache verfasst, auf Deutsch übersetzt heißt der Titel „Geboren, um zu sterben“. Die Musik und der Text wurden gemeinsam von Lana Del Rey und Justin Parker geschrieben beziehungsweise komponiert. Musikalisch bewegt sich das Lied im Bereich der Popmusik. Das Lied beinhaltet ein Sample von Mountains Long Red.
| “Come and Take a Walk on the Wild Side. Let Me Kiss You Hard in the Pouring Rain. You Like Your Girls Insane. Choose Your Last Words. This Is the Last Time. Cause You and I, We Were Born to Die.” – Refrain, Original | „Komm, lass uns einen Abstecher zur anderen Seite machen. Lass mich dich im strömenden Regen heftig küssen. Du magst verrückte Mädchen. Wähle deine letzten Worte. Das ist das letzte Mal. Weil du und ich, wir sind geboren, um zu sterben.“ – Refrain, Übersetzung |

In der ersten, unveröffentlichten, Version singt Del Rey im Refrain folgende Zeile „Let Me Fuck You Hard in the Pouring Rain, You Like Your Girls Insane“ (Lass mich dich heftig im strömenden Regen ficken, du magst verrückte Mädchen). Die zensierte Version ist nur auf Del Reys Album- und Singleveröffentlichung zu finden. Live singt sie die unzensierte Version.
DJ Fern Cotton von der BBC beschrieb das Lied als eine Hommage an die wahre Liebe und eine Huldigung für die wilde Seite des Lebens. Das US-amerikanische Billboard-Magazin nannte das Lied das wohl glanzvollste Stück des gleichnamigen Albums.

## Musikvideo
Das Musikvideo zu Born to Die feierte am 20. Dezember 2011 auf Del Reys YouTube-Kanal seine Premiere. Im Musikvideo ist Del Rey zusammen mit dem US-amerikanischen Model und Schauspieler Bradley Soileau zu sehen. Del Rey akzeptierte Soileau, der ihren fiktiven Freund spielt, weil er sie an ihren Ex-Freund erinnert, an den sie auch dachte, während sie das Konzept für das Musikvideo schrieb. Das Konzept schrieb Del Rey unter dem Titel The Lonely Queen. Die Gesamtlänge des Videos ist 4:45 Minuten. Regie führte Woodkid. Bis heute zählt das Video über 459 Millionen Aufrufe bei YouTube (Stand: Oktober 2019).
Das Video beginnt mit Del Rey und Soileau mit nackten Oberkörpern, die sich vor dem Hintergrund der US-amerikanischen Flagge umarmen. In der nächsten Szene ist Del Rey zu sehen, die ihr Zuhause verlässt, um ihren Freund auf einem Trip mit dem Auto zu begleiten. Bevor sie losfahren, machen sie miteinander rum und rauchen zusammen Marijuana. Während der Fahrt wirkt die Beziehung der beiden instabil, als Del Rey von ihrem Freund gezwungen wird, ihn zu küssen. Während des Trips sind Zwischenschnitte zu sehen, in denen die beiden in einem Hotel absteigen und zusammen auf dem Bett liegend zu sehen sind. In einer Einstellung fasst Soileau seine Freundin, während sie schläft, bedrohlich an ihren Hals. Als Del Rey das Hotel verlassen möchte, endet die Szene und in einer neuen Szene folgt eine Autounfall-Sequenz. Im Vordergrund eines brennenden Wagens steht Soileau mit der blutverschmierten, vermeintlich toten Del Rey in seinen Armen. Zuvor war Del Rey im weißen Kleid durch einen Gang in einem Schloss gegangen (gleich einem Tunnel), bis sie zu einem sich öffnenden Tor gelangt. Während des gesamten Videos sind immer wieder Ausschnitte zu sehen, in denen Del Rey inmitten des Schlosses Fontainebleau auf einer Art Thron sitzt, der von je einem Tiger rechts und links beschützt wird. Das Video endet mit der Eröffnungsszene.

## Mitwirkende
| Liedproduktion - Jeff Bhasker: Gitarre - John Davis: Mastering - Lana Del Rey: Gesang, Komponist, Liedtexter - Duncan Fuller: Co-Abmischung - Larry Gold: Arrangement, Dirigent - Emile Haynie: Keyboard, Musikproduzent, Schlagzeug - Ken Lewis: Koproduzent - Dan Grech-Marguerat: Abmischung - Justin Parker: Komponist, Koproduzent, Liedtexter - Steve Tirpak: Streichinstrumente | Musikvideo - Lana Del Rey: Drehbuch - Bradley Soileau: Schauspieler - Woodkid: Regisseur Unternehmen - Interscope Records: Musiklabel - Metropolis Mastering: Mastering - Polydor: Musiklabel - Stranger: Musiklabel |

## Preise
Am 8. November 2012 wurde Born to Die mit einem UK Music Video Award in der Kategorie „Best Pop Video – International“ ausgezeichnet.

## Kommerzieller Erfolg

### Chartplatzierungen
Born to Die erreichte in Deutschland Position 29 der Singlecharts und konnte sich insgesamt elf Wochen in den Charts halten. In Österreich erreichte die Single Position zehn und konnte sich eine Woche in den Top 10 und 12 Wochen in den Charts halten. In der Schweiz erreichte die Single in zwölf Chartwochen Position 13. Im vereinigten Königreich erreichte die Single Position neun und konnte sich zwei Wochen in den Top 10 und 15 Wochen in den Charts halten. 2012 platzierte sich Born to Die in den britischen Jahrescharts auf Position 95.
Für Del Rey ist es sowohl als Interpretin sowie auch als Autorin der zweite Charterfolg in Österreich und dem Vereinigten Königreich, in der Schweiz ist es der dritte. In Österreich und dem Vereinigten Königreich ist es ihr zweiter Top-10-Erfolg. In Deutschland ist es als Interpretin ihr zweiter Charterfolg und als Autorin ihr dritter. Nach Video Games platzierte sich zum zweiten Mal eine Single gleichzeitig in allen D-A-CH-Staaten.
| ChartsChartplatzierungen     | Höchstplatzierung | Wochen |
| ---------------------------- | ----------------- | ------ |
| Deutschland (GfK)            | 29 (11 Wo.)       | 11     |
| Österreich (Ö3)              | 10 (12 Wo.)       | 12     |
| Schweiz (IFPI)               | 13 (12 Wo.)       | 12     |
| Vereinigtes Königreich (OCC) | 9 (15 Wo.)        | 15     |

| ChartsJahrescharts (2012)    | Platzierung |
| ---------------------------- | ----------- |
| Vereinigtes Königreich (OCC) | 95          |

### Auszeichnungen für Musikverkäufe
Born to Die wurde weltweit mit drei Goldenen, neun Platin-Schallplatten und einer Diamant-Schallplatte ausgezeichnet. Damit erhielt die Single Auszeichnungen für über 4,5 Millionen verkaufte Einheiten.
| Land/Region                  | Auszeichnungen für Musikverkäufe (Land/Region, Auszeichnung, Verkäufe) | Verkäufe  |
| ---------------------------- | ---------------------------------------------------------------------- | --------- |
| Australien (ARIA)            | 2× Platin                                                              | 140.000   |
| Brasilien (PMB)              | Diamant                                                                | 250.000   |
| Dänemark (IFPI)              | Platin                                                                 | 90.000    |
| Deutschland (BVMI)           | Gold                                                                   | 150.000   |
| Frankreich (SNEP)            | —                                                                      | 36.400    |
| Italien (FIMI)               | Platin                                                                 | 30.000    |
| Kanada (MC)                  | Gold                                                                   | 40.000    |
| Neuseeland (RMNZ)            | Platin                                                                 | 15.000    |
| Spanien (Promusicae)         | Gold                                                                   | 30.000    |
| Vereinigte Staaten (RIAA)    | 3× Platin                                                              | 3.000.000 |
| Vereinigtes Königreich (BPI) | Platin                                                                 | 757.000   |
| Insgesamt                    | 3× Gold · 9× Platin · 1× Diamant ·                                     | 4.538.400 |

Hauptartikel: Lana Del Rey/Auszeichnungen für Musikverkäufe

## Coverversionen
- 2012: The Amity Affliction
- 2012: Tiamat
- 2013: Olympe